# Мејфилд (Пенсилванија)
Мејфилд (енгл. Mayfield) град је у америчкој савезној држави Пенсилванија.

## Демографија
По попису из 2010. године број становника је 1.807, што је 51 (2,9%) становника више него 2000. године.
| Група             | 2000.         | 2010.         |
| Белци             | 1.741 (99,1%) | 1.755 (97,1%) |
| Афроамериканци    | 1 (0,1%)      | 15 (0,8%)     |
| Азијати           | 3 (0,2%)      | 8 (0,4%)      |
| Хиспаноамериканци | 7 (0,4%)      | 20 (1,1%)     |
| Укупно            | 1.756         | 1.807         |